# 2799 Justus
A 2799 Justus (ideiglenes jelöléssel 3071 P-L) a Naprendszer kisbolygóövében található aszteroida. Cornelis Johannes van Houten,  Ingrid van Houten-Groeneveld,  Tom Gehrels fedezte fel 1960. szeptember 25-én.